# Campiglia Cervo
Campiglia Cervo (piemontiul: Campija) település Olaszországban, Piemont régióban, Biella megyében. Lakosainak száma 514 fő (2023. január 1.). Campiglia Cervo Andorno Micca, Piedicavallo, Rosazza, Valdilana, Biella, Sagliano Micca és Veglio községekkel határos.

## Népesség
A település népessége az elmúlt években az alábbi módon változott:
| Lakosok száma | 509  | 523  | 514  |
|               | 2017 | 2018 | 2023 |